# Warabimochi
Le warabimochi (蕨餅, warabi-mochi) est une sorte de mochi gélatineux réalisé à partir d'amidon de fougère recouvert ou trempé dans du kinako (farine de soja grillée). Il diffère du véritable mochi fabriqué à partir de riz gluant. Il est populaire en été, en particulier dans la région du Kansai et d'Okinawa, et est souvent proposé par des vendeurs ambulants comparables aux camions de glace des pays occidentaux.
Il existe de nombreuses variantes de warabimochi dont l'accompagnement change selon les préférences régionales. Le warabimochi au sésame et celui au thé vert macha sont particulièrement populaires.

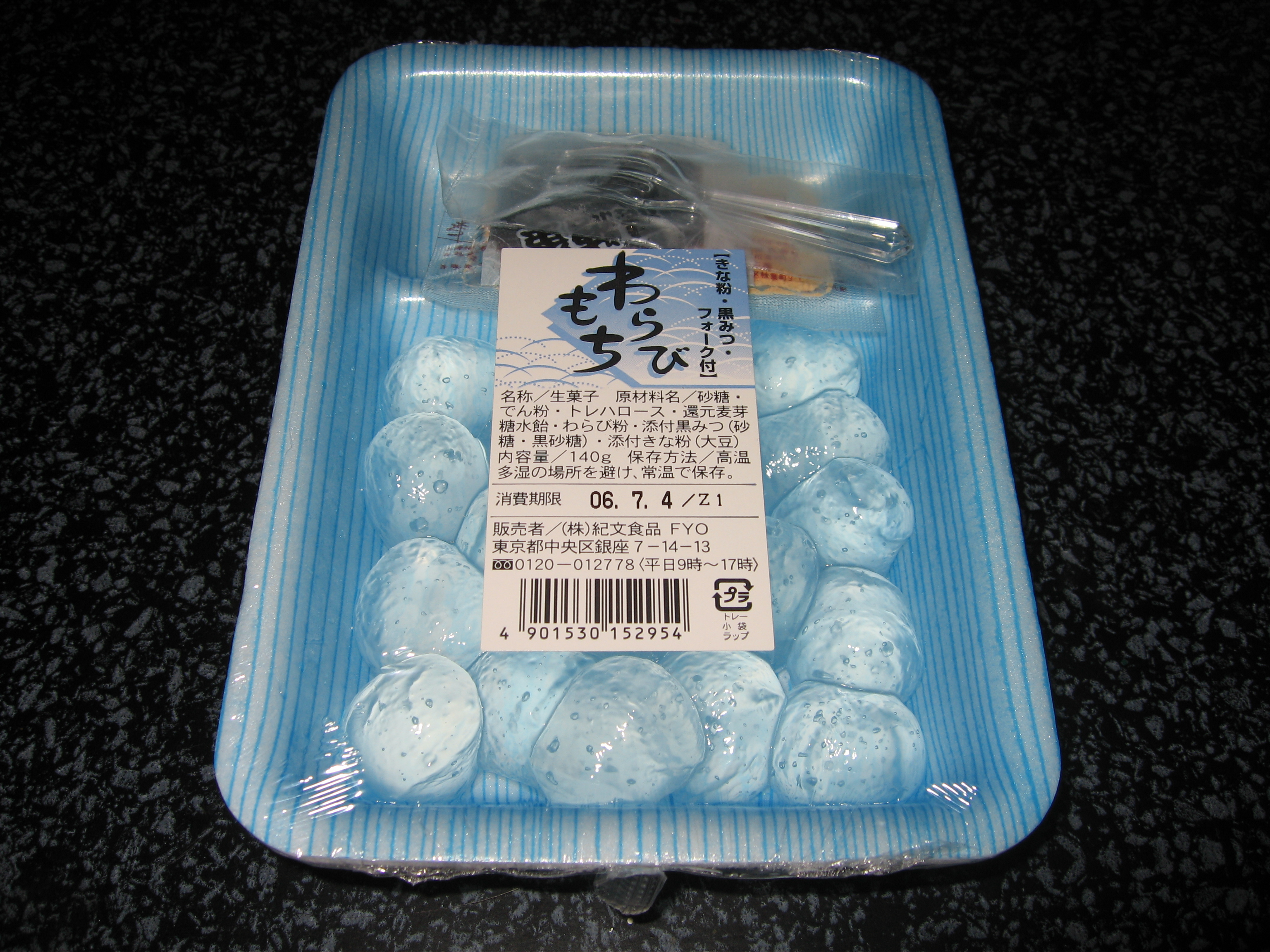
Warabimochi vendu dans un supermarché.